# Lijst van rijksmonumenten in Heesselt
De plaats Heesselt telt 8 inschrijvingen in het rijksmonumentenregister. Hieronder een overzicht.
| Object                                                                     | Oorspronkelijke functie? | Bouwjaar      | Architect | Locatie               | Coördinaten?                  | Nr.?   | Afbeelding        |
| -------------------------------------------------------------------------- | ------------------------ | ------------- | --------- | --------------------- | ----------------------------- | ------ | ----------------- |
| Toren der hervormde kerk                                                   | Kerk en kerkonderdeel    | laat 15e eeuw |           | Kerklaan 6            | 51° 48' 46" NB, 5° 20' 48" OL | 30358  | Meer afbeeldingen |
| Eenbeukige neogotische kerk                                                | Kerk en kerkonderdeel    | 1887          |           | Kerklaan 6            | 51° 48' 46" NB, 5° 20' 48" OL | 419843 | Meer afbeeldingen |
| T-boerderij bestaande uit een voor-, midden- en achterhuis                 | Boerderij                | 1890-1900     |           | Kerklaan 16           | 51° 48' 56" NB, 5° 20' 45" OL | 522027 | Meer afbeeldingen |
| Vloedschuur                                                                | Boerderij                | 1841          |           | Kerklaan bij 16       | 51° 48' 56" NB, 5° 20' 45" OL | 522028 | Meer afbeeldingen |
| Vrijstaande schuurbergen, type hooiberg met por in het midden              | Boerderij                | 1879          |           | Kerklaan tegenover 16 | 51° 48' 56" NB, 5° 20' 45" OL | 522029 | Meer afbeeldingen |
| T-boerderij met hek                                                        | Boerderij                | 1871          |           | Gerestraat 47         | 51° 48' 46" NB, 5° 20' 52" OL | 522031 | Meer afbeeldingen |
| Koetshuis met schuur                                                       | Boerderij                | 1890-1900     |           | Gerestraat bij 47     | 51° 48' 46" NB, 5° 20' 52" OL | 522032 | Meer afbeeldingen |
| Vrijstaande ronde waterput gelegen aan de noordwestzijde van het koetshuis | Straatmeubilair          | 1890-1900     |           | Gerestraat bij 47     | 51° 48' 45" NB, 5° 20' 53" OL | 522033 | Meer afbeeldingen |